# Emilio Gabaglio
Emilio Gabaglio (ur. 1 lipca 1937 w Como, zm. 7 października 2024) – włoski działacz związkowy, nauczyciel i polityk, prezes Chrześcijańskiego Stowarzyszenia Pracowników Włoskich (ACLI), sekretarz generalny Europejskiej Konfederacji Związków Zawodowych (ETUC).

## Życiorys
Z wykształcenia ekonomista, ukończył studia na Uniwersytecie Katolickim w Mediolanie. Pracował jako nauczyciel w szkole średniej, od połowy lat 60. zaangażowany w działalność związkową. Był etatowym działaczem ACLI, w latach 1969–1972 pełnił funkcję prezesa tej organizacji. Zasiadał także w radzie miejskiej w Como. Od 1974 etatowy działacz Włoskiej Konfederacji Pracowniczych Związków Zawodowych (CISL), do 1982 jako jej dyrektor ds. stosunków międzynarodowych. W 1979 został członkiem komitetu wykonawczego ETUC, od 1991 do 2003 przez trzy kadencje pełnił obowiązki sekretarza generalnego Europejskiej Konfederacji Związków Zawodowych. Reprezentował tę organizację jako obserwator z ramienia europejskich partnerów społecznych w Konwencie Europejskim. W latach 2006–2008 był doradcą ministra pracy. Pełnił funkcję przewodniczącego Forum Lavoro działającego w ramach Partii Demokratycznej.